# Hành trình bí ẩn
Hành trình bí ẩn (tên cũ: Ngày nắng không bình yên) là một bộ phim truyền hình thuộc loạt phim Cảnh sát hình sự được thực hiện bởi Trung tâm Phim truyền hình Việt Nam, Đài Truyền hình Việt Nam do Nguyễn Tiến Dũng và Trần Trọng Khôi làm đạo diễn. Phim phát sóng vào lúc 20h10 thứ 2 đến thứ 6 hàng tuần bắt đầu từ ngày 7 tháng 8 năm 2008 và kết thúc vào 20 tháng 8 năm 2008 trên kênh VTV1.

## Nội dung
Hành trình bí ẩn xoay quanh băng đảng xã hội đen "Nứa" chuyên buôn bán ma túy ở khu vực biên giới Việt Nam – Trung Quốc, nằm trong “tầm ngắm” của ban chuyên án X03. Lưu (Tùng Dương) – một trong những đầu não của băng đảng bất ngờ xuống Hà Nội để trả thù cho Mai Chi. Hắn tiếp cận với Mai Hương (Lương Giang), sinh viên Đại học Ngoại thương xinh đẹp, thông minh, là con gái của ông Khiêm – tổng giám đốc nổi tiếng trong lĩnh vực kinh doanh du lịch. Mai Hương có cô bạn thân tên Tú (Thu Hà) sống trong một xóm trọ sinh viên. Tú làm lễ tân ở khách sạn mà Lưu ở và cô trở thành bạn gái của Lưu. Lưu một mặt tìm giết kẻ thù, mặt khác gửi cho Mai Hương những bức thư nặc danh với nội dung “giải đáp bí mật quan trọng trong cuộc đời Mai Hương mà bố cô đang che giấu” để nhử Mai Hương lên cửa khẩu Tân Thanh (Lào Cai) – nơi băng Nứa hoạt động, thúc giục cô bỏ nhà đi tìm hiểu sự thật...

## Diễn viên
- Lương Giang trong vai Mai Hương[7]
- Tùng Dương trong vai Lưu[7]
- Bảo Anh trong vai Luân[7]
- Thu Hà trong vai Tú[7]
- NSƯT Đức Trung trong vai Đại tá Trung
- NSƯT Khương Đức Thuận trong vai Tuấn
- NSƯT Thế Bình trong vai Trung tá Khang
- NSƯT Phương Khanh trong vai Mẹ Long
- Văn Báu trong vai Ông Kiêm
- Ngô Ngọc Trung trong vai Công
- Minh Phương trong vai Bà Mai
- Thái An trong vai Mẹ Mai Hương
- Hồng Đức trong vai Ông Vương
- Hồng Quang trong vai Trung úy Lý
- Hồ Sỹ Hoài trong vai Hưng sẹo
- Đặng Thanh Hải trong vai Long
- Hán Huy Bách trong vai Bắc
- Đào Huy Hoàng trong vai Dư Béo
- Đức Hưng trong vai Toán "trọc"
- Đình Chiến trong vai Ông Hậu
- Ngọc Hoa trong vai Bà Quý
- Vân Anh trong vai Vợ Phi
- Đỗ Thanh Tùng trong vai Phi
- Hương Anh trong vai Bà bầu
- Nguyễn Tiến Dũng trong vai Lái Xe
- Đặng Đàn Tiến trong vai Ông Quang
- Ngọc Tản trong vai Bà Tạo
- Phạm Thái Hòa trong vai Tôn
- Bùi Đăng Văn trong vai Gã đầu trọc
- Hoài Nam trong vai Đàn em

Cùng một số diễn viên khác...

## Ca khúc trong phim
Bài hát trong phim là ca khúc Những bàn chân lặng lẽ do Vũ Thảo sáng tác và Thùy Dung trình bày.

## Đón nhận
Hành trình bí ẩn là bộ phim đầu tay của hai đạo diễn mới tốt nghiệp Trường Đại học Sân khấu – Điện ảnh Hà Nội Nguyễn Tiến Dũng và Trần Trọng Khôi. Phim đồng thời đánh dấu sự góp mặt của dàn diễn viên chính có nhiều người trẻ lần đầu đóng phim. Vì những điều này, trước thời điểm lên sóng, phim đã gây nên lo ngại về chất lượng vốn luôn được giữ ổn định trong loạt phim Cảnh sát hình sự. Song ngay những tập đầu phát sóng, Hành trình bí ẩn đã thu nhận đánh giá tích cực từ người xem. Mặc dù thành công tạo ấn tượng với khán giả từ cái tên đến những chi tiết đầu tiên, phim vẫn bị phê bình là còn "sạn" cũng như nhiều nhân vật phụ vào vai chưa thuyết phục.